# Ludwig Riess
Ludwig Riess (1er décembre 1861 – 27 décembre 1928) est un historien allemand qui fut conseiller étranger au Japon pendant l'ère Meiji.

## Biographie
Riesse voit le jour en 1861 à Deutsch-Krone en province de Prusse. Issu d'une famille juive allemande, il est le dernier d'une fratrie de cinq enfants. Doué pour les mathématiques et la physique, sa famille l'encourage à choisir une carrière d'ingénieur ou d'architecte. Cependant, il est beaucoup plus intéressé par l'histoire et décide d'étudier cette matière à l'université de Berlin en suivant les cours de l'éminent historien Leopold von Ranke.
En 1884, Riess se rend en Grande-Bretagne et en Irlande afin de terminer sa thèse portant sur "Le vote du parlement britannique à l'époque médiévale". Il obtient son doctorat un an plus tard à l'âge de 24 ans. Il retourne dans les îles Britanniques en 1885 et 1886 pour rechercher des documents sur l'histoire de l'Allemagne et celle de la ligue Hanséatique.
En 1887, Riess est recruté par le gouvernement de Meiji en qualité de conseiller étranger afin d'introduire les méthodes occidentales d'historiographie au Japon. Ces méthodes ont pour principes d'uniquement s'appuyer sur des sources et de toujours conserver un point de vue neutre, sans juger les événements passés. Riess est d'abord embauché pour trois ans mais il renouvèle son contrat plusieurs fois. Il enseigne à l'université impériale de Tokyo, où il présente les méthodes de recherche de Ranke, et fait découvrir aux étudiants japonais la vision des Européens sur l'histoire du Japon grâce aux documents d'archives néerlandais conservés à La Haye. Riess étudie personnellement ces documents quand il voyage en Europe pendant ses vacances en 1893, il se rend ainsi dans les villes de La Haye, de Londres et de Rome, et en recopie des extraits.
Riess enseigne aussi bien l'histoire de Taïwan, que celle de l'Europe, de l'Allemagne, la guerre franco-prusse, la Révolution française, la vie de William Adams, l'histoire constitutionnelle britannique ou le rôle joué par les marchands néerlandais et portugais pendant la période Edo. Il envoie également des articles ou des essais aux journaux allemands en décrivant ce qui se passait au Japon à cette époque.
En 1888, Riess se marie avec une Japonaise, Ōtsuka Fuku, la fille de son cuisinier, qui lui donne un fils et quatre filles.
En 1889, avec l'historien Shigeno Yasutsugu, il participe à la fondation de la société d'histoire du Japon et au début de la publication de la revue Shigaku zasshi en prenant modèle sur les revues d'histoire européennes comme le Historische Zeitschrift en Allemagne, la Revue historique en France, et la English Historical Review en Angleterre.
En 1901, Riess est remplacé à la tête du département d'histoire de l'université de Tokyo par Mitsukuri Genpachi (ja), il perçoit alors une pension annuelle de 500 Yen. Étant donné que le gouvernement japonais réduisait progressivement le nombre de ses conseillers étrangers, le contrat de Riess ne fut pas reconduit. Beaucoup de Japonais revenaient de séjours d'études à l'étranger et cherchaient du travail, ils étaient de plus moins bien payés que les étrangers. Riess rentra en Allemagne en 1902, et il enseigna à l'université de Berlin en qualité de professeur adjoint.
En 1904, durant la guerre russo-japonaise, les Allemands s'intéressent de plus en plus au Japon et à sa culture, ainsi, les journaux allemands demandèrent à Riess de leur fournir des récits de son séjour là-bas. Durant cette période, il publie une autobiographie, Allerlei aus Japan, sur ses quinze années passés au Japon.
En 1926, à l'occasion d'un échange de professeur, Riess se rend à Springfield aux États-Unis. À son arrivée, il est piqué par un insecte et développe une fièvre, probablement à cause d'une réaction allergique. Il meurt ainsi à l'âge de 67 ans.

## Œuvres
- Geschichte des Wahlrechts zum englischen Parliament, 1885
- Lectures in English constitutional history, 1891
- Geschichte der Insel Formosa, 1897
- Allerei aus Japan, 2 Vols., 1904-1908
- Historik, 1912
- Die Entwicklung des modernen Japans, 1914
- Englische Geschichte, hauptsächlich in neuester Zeit, 1926
- Die Ursachen der Vertreibung der Portugiesen aus Japan, 1614-1639

## Crédits
- (en) Cet article est partiellement ou en totalité issu de l’article de Wikipédia en anglais intitulé « Ludwig Riess » (voir la liste des auteurs).